# Ваздушни напад на Плзењ 20. новембра 1940.
Ваздушни напад на Плзењ 20. новембра 1940. године била је једна од операција британског Краљевског ратног ваздухопловства (РАФ) у јесен 1940. године, изведена на почетку Другог светског рата. Током планираног ноћног напада РАФ -ових бомбардера на западночешки град Плзењ, мета је био погон Завода Шкода који је требало да буде оштећен или уништен. Био је то трећи покушај бомбардовања Плзења, од укупно 17 колико их је изведено током Другог светског рата. И овај напад као и први од 21. октобра и други од 28. октобра1940. године резултовао је неуспехом, јер се бомбардовање постројења Шкода и града уопште није догодило због проблема које су пилоти имали са проналажењем циља.

## Позадина догађаја
Плзењски погон Шкоде, као део немачког инжењерског концерна Reichswerke Hermann Göring од почетка окупације Чехословачке у Другом светском рату,   био је веома важан за нацистичку Немачку, јер је у том историјском раздобљу био једна од највећих фабрика оружја у Европи.  Шкода је својом продукцијом помогла у вођењу агресивне и експанзионе политике Немачке, испоручујући нацистичкој Немачкој војсци квалитетан и модеран арсенал ратне опреме и наоружања.
У првој половини рата, оружје из Шкоде било је углавном чехословачке конструкције, и управо из ових разлога погони Шкода са седиштем у Плзењу постали су мета број један британских ваздушних напада на територију некадашње Чехословачке, а у време Другог светског рата Протекторат Чешка и Моравска, како би се уништавањем погона Шкода значајно смањила борбена способност немачке и евентуално тиме спречила да настави рат.

## Проблеми са навигацијом и ноћни летови
Током дневних активности изнад непријатељске територије у мају и јуну 1940. године, РАФ је забележио скоро шест процената губитака у поређењу са мање од три процента губитака у ноћним активностима. Слабо наоружани и спори британски бомбардери током дана били су лака мета немачке одбране. Ова ограничења у ваздуопловима утицала је на доношење одлуке да се ваздушни напади  изводе углавном у ноћним часовима. Тако је у јесен 1940. године дошло до промена у стратегији РАФ-а: ноћни препади су имали предност, а током дана извођене су само мање и специјализоване операције.
Међутим, ноћна дејства биле су компликована отежаном навигацијом до одредишта удаљених преко 1.000 км од аеродрома са којих су авиони полетали, јер није било адекватних техничких средстава за ту намену. Пилоти су 1940. године имали врло ограничене ресурсе да одреде правац лета и пронађу циљ. Ослањали су се углавном на обичан компас, мапе и израчунавање времена доласка изнад одредишта.   У ведрој ноћи могли су да се оријентишу према звездама и вероватно према видљивим елементима пејзажа испод себе, током облачности или магле било је јако тешко или чак немогуће одредити локацију циља. Ветар је такође био један од проблема у навигацији, јер је бочни ветар мењао правац и брзину авиона, па су на ветру  летелица била пред циљем ван предвиђеног времена доласка. Имајући ово у виду Британско ваздухопловство је на путу до Плзења 1940. године било на ивици могућности летења, јер се овај циљ налазио на самој граници домета тадашњих британских летелице.

## Претходни напади
Први напад 1940.
На захтев чехословачке владе у егзилу у Лондону , РАФ је извео први ваздушни напад на Плзењ у Другом светском рату у ноћи 20. на 21. октобар 1940 године. Једанаест авиона из састав 58. ескадриле 4. бомбардерске групе полетело је са РАФ-овог аеродрома у близини Јорка. Два бомбардера Армстронг Вхитвортх Вхитлеи Мк.Вморали су се убрзо вратила због квара а преосталих 9 авиона одлетело је у циљно подручје. Међутим, изнад Плзења у моменту налаета авиона било је јаких облака, који нису дозвољавали визуелно већ само слепо бомбардовање. Неке посаде бациле су барем неколико свежања летке а авиони су потом кренули нзада за Енглеску. Успут су бомбардирали алтернативне циљеве у Немачкој. Због знатне удаљености Плђења, који је био на граници домета летелица, три летелице су имале проблема се надостатком горива. Две су хитно слетеле на британску обалу, а трећу је оборио немачки ноћни ловац. Ваздушни напад је општи фијаско, јер су авиони одлетели на погрешно место, и уместо бомби на Шкоду бацали су само летке на села у регији Бероун, а по повратку са задатка РАФ је имао три уништена авиона и губитак неколико пилота и чланова посаде.
Други напад 1940.
Након несуспешног првог напада на Плзењ 21. октобра 1940. РАФ је одлучио да напад понови што пре. Његова 51. бомбардарска ескадрила стационирана на аеродрому у Јорку добила је задатак да изведе тај напад. После кашњења, због неколико отказовања полетања, коначно је осам авиона полетело на задатака са аеродрома Свантон Морлеи 27. октобра.
Због густих облака и навигационе нетачности посаде, Плзењ поново није пронађен, авиони уопште нису прелетели преко Шкодиног Завода и бомбе нису бачене. У повратку посаде авиона су бомбе бацале на алтернативне циљеве у Немачкој, окупираној Холандији и Белгији. Напад на Плзењ без бомбардовања примарног циља, поново је био неуспешан, иако су летелице гађале алтернативне циљева, и вратиле се без оштећења.

## Битка за Британију
Током јесењих препада на Плзењ, одвијали су се и немачки напад на Британију. По завршетку битке за Француску у јулу 1940, Немачка је покренула ваздушну битку за Британију, у којој је желела да уништи или ослаби РАФ и стекне ваздушну надмоћ над каналом Ла Манш, која је Немачкој и њеним савезницима била неопходна за инвазију на Енглеску. 
Крајем августа 1940. године ситуација се погоршала када је након одмазде за бомбардовања Британаца на немачку окупациону територији, у току бомбардовања Лондона страдало много цивила и цивилних објеката. А након нападна Берлина од стране РАФ-а, од 7. септембра почео је такозвани Блиц криг трајно масовно бомбардовање британских градова и лука од стране немачког Луфтвафеа, која је трајала до маја 1941. Тако је нпр. у ноћи британског ваздушног напада на Плзењ, 357 немачких авиона бомбардовало енглески град Бирмингам, а други авиони су бацили преко 150 тона бомби на Леицестер.

## Припреме за напад
Други неуспех навео је команду РАФ- а да одлучи да поново дејство у ноћи уторк 19. на среду 20. новембар 1940. године.   Поново је дошло до промене у јединицама које су требале да изврше напад, јер је Наредбом о операцији бр. 293 захтевано да напад изврши 5. командна група бомбардера са јединицама у Линколнширу на истоку Енглеске. Уместо једне ескадриле, седиште груше за напад чиниле су посаде из  44, 49, 61 и 144 ескадрила, које су имале матичне базе око града Линколн , односно Вадингтона , Шамптон и Хемсвел. Одабиром посада, штаб је настојао да добије независније извештаје о напретку догађаја.
За разлику од претходних јединица које су летеле на авионима типа Армстронг Витворт Вајтли. авиони који су требали да иду на овај задатак  као стандардну опрему добили су додатне  резервоаре за гориво што им је повећало домет.

## Ток ваздушног напада
Бомбардовање Плшења било је део истовременог напада Команде бомбардера на неколико циљева на континенту.
*На уништење погоне за производњу минералних уља у Лутзкендорфу. кренло је укупно 63 бомбардера током ноћи, али време је било неповољно за операције и само 17 посада бомбардирало је главне циљеве, након којих се две летелице нису вратиле.
*Да би напали Шкоду са седиштем у Плзењу 19. новембра, осам бомбардера  полетело је из различитих база , први у 22:25 часова и последњи у 23:34 часа.  Летелица бр. П1339 под командом наредника Аткинса убрзо након полетања открила је квар на радију и вратила се. Ка циљу у Плзењу кренуло је 7 бомбардера.
Новембарско време није било повољно, током лета било је облачно и посаде су се оријентисала оријентисане углавном према очекиваном времену доласка на циљ , што је био изузетно непоуздан показатељ.  У циљном подручју било је магле до висине од 3.650 метара, што се показало као главна компликација за авионе: како се спустити у овој магли, а и поледица је почела брзо да се таложи на летелици.
Шкоду су наводно бомбардирале само посаде  у авионима П2145 и Х3059, обе из 49. ескадриле. Команданти летелице су у својим извештајима навели да су пронашли циљ кодног имена Ф.152 и посматрали ватру након удара бомби.
Те ноћи два пута је извршен ваздушни напад на Плзењ. Први напад одиграо се 23:47 часова, а други је уследио у 3:45 часова. Међутим, у стражарској књизи ватрогасаца Ватрогасног друштва Шкода, која бележи у то време два аларма за узбуну, нема помена о приближавању авиона Плзењу.
Након рата Роберт Брук Лохарт, британски дипломатски представник у чехословачкој влади у емиграцији , изјавио је у својим мемоарима да су пилоти промашили циљ за више од 30 километара.
| Област       | Протекторат Чешке и Моравске |
| Место        | Плзењ                        |
| Тип догађаја | бомбардовање                 |
| Датум        | 20. новембар 1940.           |
| Време        | 23:47 до 3:45 у два налета   |
| Резултат     | 0                            |

## Дејство по резервним циљевима
Након што су два бомбардера наводно бомбардовала Плзењ, преосталих пет авиона морало је да пронађе заменске циљеве током повратка у Велику Британију. 
- Наредник Ајтон који је командовао авионом Л4042  бомбардовао је око Хофа .

- Поса авиона Х2906  пронашла је неодређено фабрику или термоелектрану на подручју између у Саксонији и изручила бомбе

- Посада авиона П2144  бацила је бомбе на Лутзкендорф

- Посада авиона П2080 изабрали су за мету железничку станицу у Хаму.[16]
- Последњи авион П1399,  стигао је у матичну базу не бацивши бомбе јер није могао да  пронађе ниједан од алтернативних циљева.[16]

## Извештаји у медијима
Иако се напад заправо поново завршио неуспехом, погрешан извештај посада о погађању циља уврштен је у извештај британског Министарства ваздухопловства (Air Ministry), које је одлучило да непроверене податке објави као информацију о наводном успеху у Плзењу.
Спомињање успешном разарању Шкодине фабрике када се појавила у вестима ББЦ-ја,  можда је охрабрило Британце, али не оне у Протекторату, а посебно не у Плзењу, који су свакодневно гледали нетакнуту фабрику, и неистинитим извештавањем били разочарани.
Према британском дипломати R. B. Lockharta-у, а лажни извештаји подривали су поверење народа окупиране Чехословачке у британске вести, које су код њих изазивали утисак исте лажи као што су оне које је режирала немачка пропаганда Јозефа Гебелса.

## Периодика
- Lidová demokracie Nová Doba Svobodný směr Pochodeň Rokycanský deník

## Архивска грађа
- Archiv města Plzně, Veřejný poţární útvar Plzeň: 3105. Obchodní akademie Plzeň: 273. Sbírka Honzík: 393.
- Ústřední archiv společnosti plzeňský Prazdroj Měšťanský plzeňský pivovar: 37.Plzeňský pivovar: 41.